# Динан
Вижте пояснителната страница за други значения на Динан.
Динан (на френски: Dinant) е град в Южна Белгия, провинция Намюр. Разположен е на река Мьоза, на 20 km южно от град Намюр. Населението му е 13 544 души (по приблизителна оценка към 1 януари 2018 г.).
Той се намира на около 130 км от Антверпен, 90 км от Брюксел, 30 км от Шарлероа, 20 км от Гивет (Франция)
В Динан е роден изобретателят Адолф Сакс (1814 – 1894).